# 巴林国旗
巴林国旗，为巴林王国的法定旗帜，由白、红2色组成，白色象征巴林民众对和平的珍视，红色代表巴林历史上多次经历的外来入侵，以及巴林民众捍卫国土的坚定决心。
传统上，巴林与其他阿拉伯湾沿岸酋长国相类似，以一面简单的红色旗帜作为其代表用旗。但随着各酋长国之间交往日益密切，为了更鲜明地突出巴林的独立地位，在19世纪中期，巴林政府在国旗左侧加上了三角锯齿形线的白底以作区别。
起初，巴林旗帜上的三角锯齿数目一直未有统一，最终巴林政府于1972年确定国旗上的锯齿数为8个，代表巴林是第八个和英国签署保护国条约的阿拉伯酋长国。
2002年2月，“巴林国”改名“巴林王国”，巴林王国政府又把锯齿个数从八个改为五个，象征着伊斯兰教中所教导的五功。

## 其他旗帜
代表巴林王国王权的国王旗，则是在国旗的基础上增加了两道白条，一条置于顶端，另一条置于底端。

## 类似旗帜
巴林国旗的式样同卡塔尔国旗相类似，区别是卡塔尔国旗右侧使用栗色，锯齿形数目为九个，且纵横比例较巴林国旗长。

## 國旗格式
- 巴林国旗格式

## 歷代國旗
- 1820之前.
- 1820-1932.
- 1932-1972.
- 1972-2002.

## 其它旗帜
- 巴林国王旗帜
- 巴林国防军军旗
- 巴林陆军军旗
- 巴林海军军旗
- 巴林空军军旗